# Hilberts tolfte problem
Hilberts tolfte problem (även kallat Kroneckers Jugendtraum) är ett av Hilberts 23 problem. Det formulerades år 1900 och handlar om att utvidga Kronecker–Webers sats om abelska utvidgningar från de rationella talen till en godtycklig talkropp.
Problemet är ännu inte löst.